# Leucochloridium paradoxum
Leucochloridium paradoxum Carus, 1835 è un verme parassita platelminta della classe Trematoda che utilizza i gasteropodi come ospiti intermedi. Si trova in genere nelle chiocciole terricole del genere Succinea che vivono in Europa e Nord America, alle quali invade le antenne oculari, colorandole a bande pulsanti bianche e verdi, rendendole simili a bruchi o vermi. Gli uccelli passeriformi così attirati li mangiano, diventando a loro volta ospiti per le larve di L. paradoxum che giunte nel loro intestino maturano, si riproducono e rilasciano nel retto dei volatili le loro uova. Queste vengono successivamente escrete nell'ambiente con le feci che, ingerite accidentalmente dalle chiocciole assieme all'erba di cui si nutrono, consentiranno al parassita di ricominciare il suo ciclo vitale.

## Morfologia
Le varie specie Leucochloridium da adulte hanno un aspetto molto simile tra loro. Molte di esse mancano di una struttura rigida e variano molto di dimensioni. Il modo più comune di distinguere tra le diverse specie di Leucochloridium è quello di osservare le sporocisti e i motivi delle bande. L. paradoxum mostra tipicamente sporocisti che si presentano come tubuli caratterizzati da vivaci bande bianco-verdi (da cui deriva il nome dal greco: λευκός leukòs, "bianco"; χλωρόν klorόn, "verde") con macchie marrone scuro e nere nella parte anteriore. Durante lo sviluppo il parassita assume dimensioni e forme diverse. Le uova di L. paradoxum sono di colore marrone e presentano una forma ovale. I miracidi durante la prima fase di sviluppo sono chiari e allungati. Una volta trasformatisi in sporocisti, appaiono come tubuli che infettano le chiocciole ospiti nei loro occhi e iniziano a pulsare alternando una colorazione verde, bianca e rossa. Gli sporocisti si trasformano in cercarie che hanno una coda insieme a un tratto digestivo che è rivestito da una vescica escretoria che si estende nella coda. La coda di una cercaria ha le pinne nella parte superiore e inferiore e setole ai lati. La cercaria ha anche due ocelli per la vista. Alla fine del ciclo, gli adulti appaiono come vermi spinati e appiattiti dorsalmente con ventose per attaccarsi all'ospite definitivo.

## Ciclo vitale
Una volta che la chiocciola ha ingerito le uova queste si dischiudono nel suo intestino. Nella sua fase larvale, lo stadio di miracidio, il verme viaggia quindi dentro il sistema digestivo del mollusco fino all'epatopancreas, per svilupparsi quindi nella fase successiva, quella di sporocisti. La sporocisti cresce in lunghi tubuli formando una sorta di gonfie "sacche" piene di decine fino a centinaia di cercarie. Queste sacche invadono i tentacoli oculari della lumaca (preferendo per motivi non chiari la sinistra, quando disponibile), provocandone una brillante trasformazione in un rigonfio, pulsante e colorato cilindro che imita l'aspetto di un bruco o di un verme, e non consentendo più alla chiocciola di ritrarli. Le sporocisti sembrano pulsare in risposta all'intensità della luce e nell'oscurità totale non pulsano affatto. L'infezione dei tentacoli oculari sembra inibire la percezione dell'intensità della luce. Mentre normalmente le chiocciole cercano aree in ombra per prevenire la predazione, quelle infette hanno un deficit nel rilevamento della luce e quindi maggiori probabilità di essere esposte ai predatori, come gli uccelli. In uno studio condotto in Polonia, il 53% delle chiocciole infette è rimasto più a lungo in luoghi più aperti, si è posato su una vegetazione più elevata e ha stazionato in luoghi meglio illuminati rispetto alle chiocciole non infette. Solo il 28% delle chiocciole non infette è rimasto completamente esposto per la durata del periodo di osservazione. Gli uccelli sono gli ospiti definitivi, nel sistema digestivo dei quali le cercarie si sviluppano in distomi adulti. Queste forme adulte si riproducono sessualmente e depongono le uova che vengono rilasciate attraverso il sistema escretore dell'uccello. Questi escrementi vengono quindi consumati dalle chiocciole insieme all'erba di cui si cibano, completando il ciclo vitale di questo verme parassita.
Il comportamento risultante del verme piatto è un caso di mimetismo aggressivo, in cui il parassita assomiglia vagamente al cibo dell'ospite. Ciò favorisce l'ingresso del parassita nel corpo dell'ospite; questo è diverso dalla maggior parte degli altri casi di mimetismo aggressivo, in cui solo una parte dell'ospite assomiglia alla preda del bersaglio e lo stesso imitatore mangia l'animale ingannato. Un esempio classico è quello del Melanocetus johnsonii, un pesce abissale appartenente alla famiglia Melanocetidae.
Questo ciclo vitale è simile a quello di altre specie del genere Leucochloridium.
Spesso il passeriforme non mangia tutta la chiocciola ma si limita a strapparle solo l'antenna in cui si trova il parassita. Una volta ricresciuto un nuovo tentacolo oculare, un nuovo parassita ancora presente nel suo intestino vi si insedia ricreando il ciclo.

## Distribuzione e habitat
L. paradoxum si trova nelle zone umide delle foreste del Nord America e dell'Europa, dove si trovano i loro ospiti intermedi e definitivi come le chiocciole Succinea e vari uccelli (corvi, ghiandaie, passeri e fringuelli).
Leucochloridium paradoxum fu segnalato per la prima volta in Germania. In Europa si trova anche in Norvegia e Polonia.

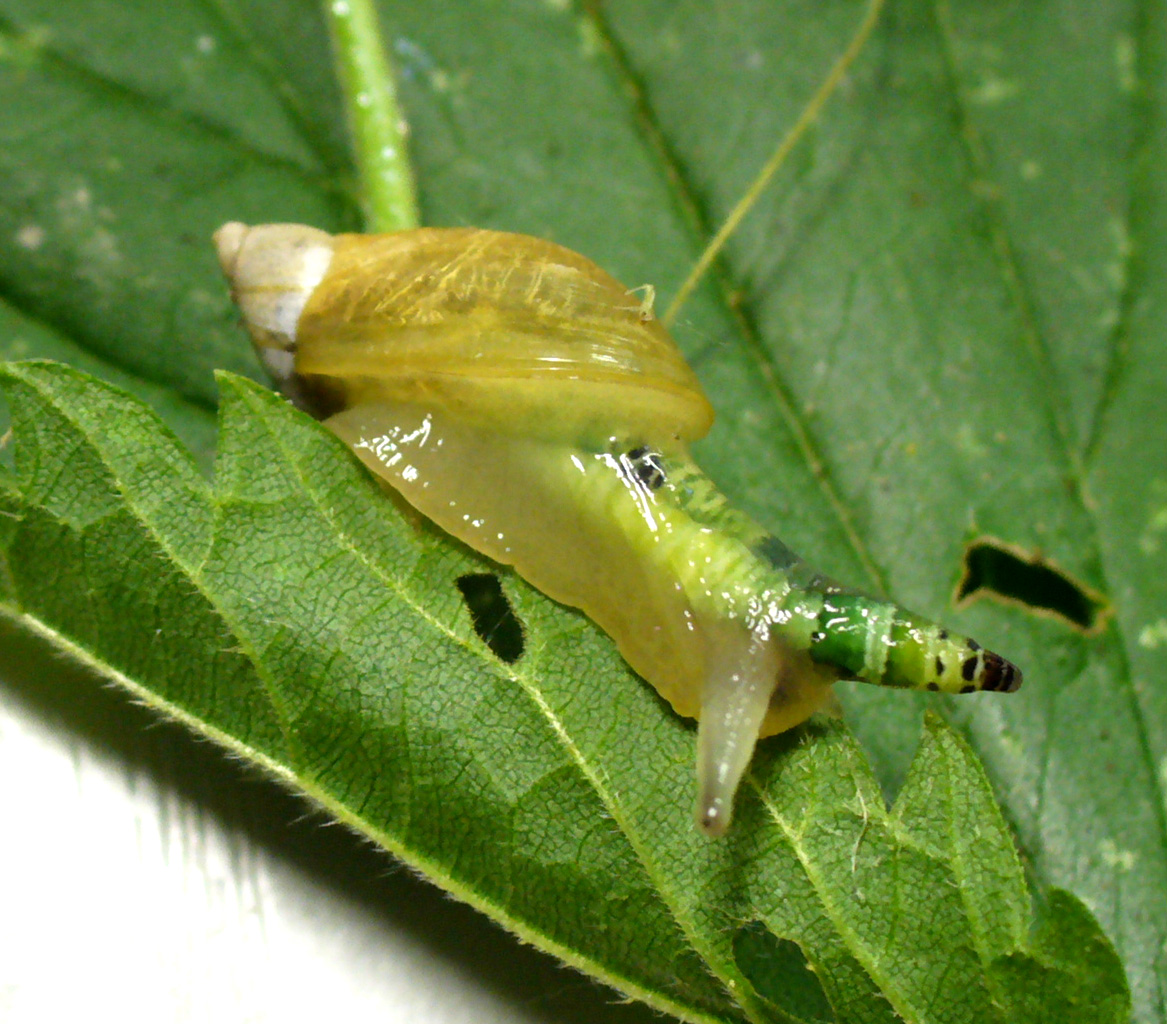
Chiocciola di terra Succinea putris infettata da Leucochloridium paradoxum nel suo tentacolo oculare sinistro.